# کرولیس (اورگن)
کرولیس (به انگلیسی: Corvallis) شهری در شهرستان بنتن ایالت اورگن است و در سرشماری سال ۲۰۱۱ میلادی، ۵۴٬۴۶۲ نفر جمعیت داشته که نسبت به سال ۲۰۱۰، ۰٫۱۱ درصد رشد جمعیت داشته‌است.